# Секст Юлий Спарс
Секст Юлий Спарс (на латински: Sextus Iulius Sparsus) е политик на Римската империя през 1 век.
Произлиза от фамилията Юлии. През 88 г. Спарс е суфектконсул заедно с Манлий Отацилий Катул.